# Henri-Irénée Marrou
Henri-Irénée Marrou (12. listopadu 1904 Marseilles – 11. dubna 1977 Bourg-la-Reine), píšící též pod pseudonymem Henri Daveson, byl jeden z předních francouzských historiků 20. století, specialista na pozdně antickou kulturu a dějiny vzdělávání. Byl orientován křesťansky i humanisticky, napsal i práce v oboru teologie dějin.

## Dílo
- Saint Augustin et l'augustinisme, Paris, Le Seuil, 1955 ; česky Řím, Křesťanská akademie 1979.
- Fondements d'une culture chrétienne, Paris, Bloud & Gay, 1934 ; pod pseudonymem Henri Daveson.
- Saint Augustin et la fin de la culture antique, Paris, De Boccard, 1938.
- ΜΟΥΣΙΚΟΣ ANHP. Étude sur les scènes de la vie intellectuelle figurant sur les monuments funéraires romains, Grenoble, Didier & Richard, 1938.
- Traité de la musique selon l'esprit de saint Augustin, Paris, Le Seuil, 1942 ; pod pseudonymem Henri Daveson.
- Le livre des chansons ou introduction à la connaissance de la chanson, Paris, Le Seuil, 1944 ; pod pseudonymem Henri Daveson.
- Histoire de l'éducation dans l'Antiquité, Paris, Le Seuil, 1948.
- L'ambivalence du temps de l'histoire chez saint Augustin, Paris, Vrin, 1950.
- À Diognète. Introduction, édition critique, traduction et commentaires, Paris, Cerf 1951 a 1965 (Sources chrétiennes, 33bis).
- De la connaissance historique, Paris, Le Seuil, 1954.
- Saint Augustin et l'augustinisme, Paris, Le Seuil, 1955 ; (česky) česky Řím, Křesťanská akademie 1979.
- Clément d´Alexandrie, Le Pédagogue, Livres I-II. Introduction et notes, Paris, Cerf 1960 (Sources chrétiennes, 70, 108)
- Les troubadours, Paris, Le Seuil, 1961 ; pod pseudonymem Henri Daveson.
- Nouvelle histoire de l'Eglise. Tome I, 2e partie: De la persécution de Dioclétien à la mort de Grégoire le Grand, Paris, Le Seuil, 1963.
- L'Église de l'Antiquité tardive 303-604, Paris, Le Seuil, collection « Points Histoire », 1985 (zvláštní samostatné vydání předchozího titulu).
- Théologie de l'histoire, Paris, Le Seuil, 1968 ; reedice: Paris, Editions du Cerf, 2006 ; (slovensky) slovensky Trnava 1997.
- Patristique et humanisme, Paris, Le Seuil, 1976.
- Décadence romaine ou antiquité tardive ?, Paris, Le Seuil 1977 (posmrtně).
- Christiana tempora. Mélanges d'histoire, d'archéologie, d'épigraphie et de patristique, Rome, École française de Rome, 1978.
- Crise de notre temps et réflexion chrétienne (1930-1975), Paris, Beauchesne, 1978 (posmrtně).
- Carnets posthumes, Paris, Editions du Cerf, 2006.